# Benín en los Juegos Olímpicos de Atenas 2004
Benín estuvo representado en los Juegos Olímpicos de Atenas 2004 por un total de 4 deportistas, 2 hombres y 2 mujeres, que compitieron en 2 deportes.
La portadora de la bandera en la ceremonia de apertura fue la atleta Fabienne Feraez. El equipo olímpico beninés no obtuvo ninguna medalla en estos Juegos.